# Stenus gibbicollis
Stenus gibbicollis är en skalbaggsart som beskrevs av Sahlberg. Stenus gibbicollis ingår i släktet Stenus och familjen kortvingar. Inga underarter finns listade i Catalogue of Life.